# Haemodiasma pulchra
Haemodiasma pulchra är en insektsart som beskrevs av Max Beier 1954. Haemodiasma pulchra ingår i släktet Haemodiasma och familjen vårtbitare. Inga underarter finns listade i Catalogue of Life.